# Enkleia thorelii
Enkleia thorelii är en tibastväxtart som först beskrevs av Paul Lecomte, och fick sitt nu gällande namn av Nevling. Enkleia thorelii ingår i släktet Enkleia och familjen tibastväxter. Inga underarter finns listade i Catalogue of Life.